# Brachylomia
Brachylomia är ett släkte av fjärilar som beskrevs av George Francis Hampson 1906. Brachylomia ingår i familjen nattflyn.

## Bildgalleri

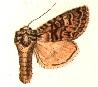
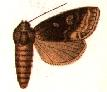
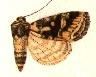
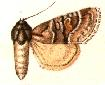
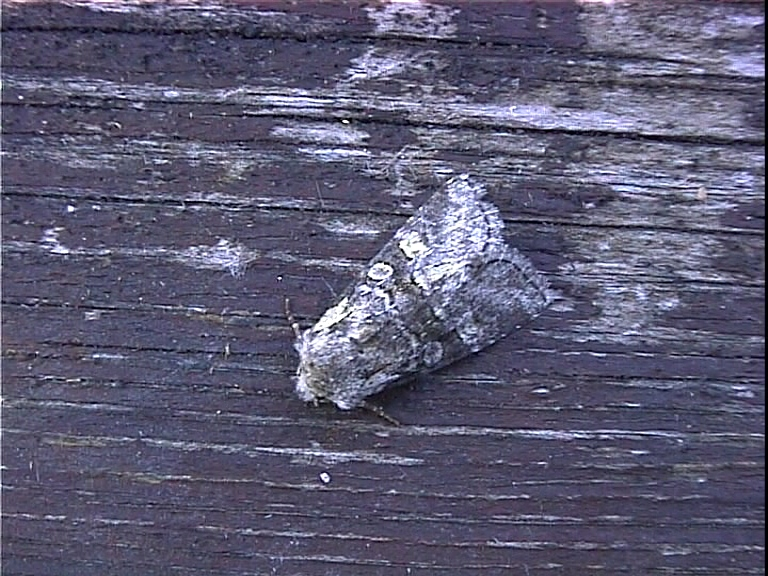
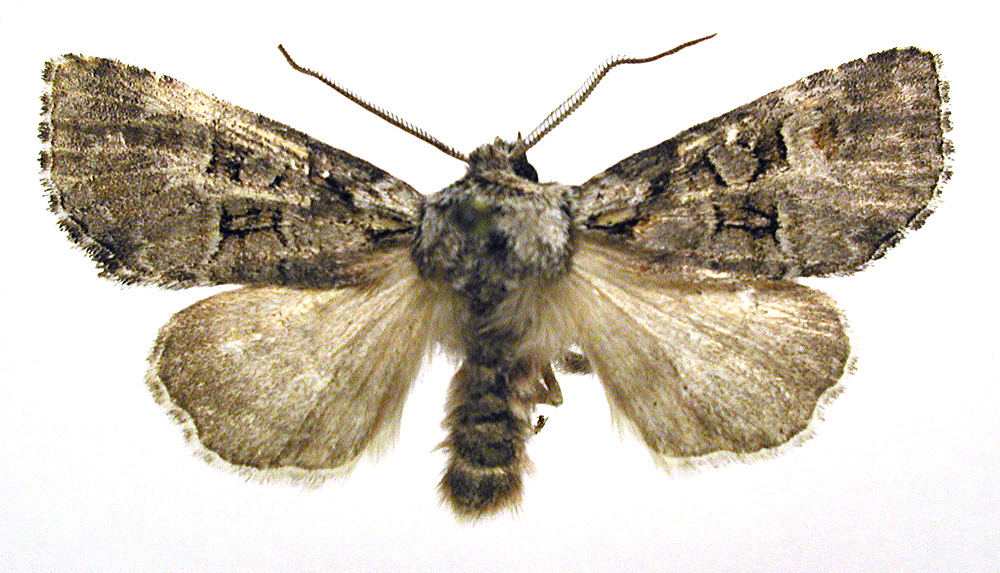

## Dottertaxa tillBrachylomia, i alfabetisk ordning[1][2]
- Brachylomia albidior
- Brachylomia algens
- Brachylomia asiatica
- Brachylomia bistigmata
- Brachylomia chretieni
- Brachylomia cinerea
- Brachylomia constrasta
- Brachylomia curvifascia
- Brachylomia discinigra
- Brachylomia draesekei
- Brachylomia elda
- Brachylomia emir
- Brachylomia fabricii
- Brachylomia fulvipicte
- Brachylomia incerta
- Brachylomia obscura
- Brachylomia obsoleta
- Brachylomia onychina
- Brachylomia populi
- Brachylomia pygmaea
- Brachylomia rectifascia
- Brachylomia rufescens
- Brachylomia saliceti
- Brachylomia scripta
- Brachylomia semifusca
- Brachylomia seminigra
- Brachylomia stricta
- Brachylomia suffusa
- Brachylomia thula
- Brachylomia unicolor
- Brachylomia uralensis
- Brachylomia urartha
- Brachylomia viminalis
- Brachylomia vinctuncula